# Spathius sedulus
Spathius sedulus är en stekelart som beskrevs av Chao 1977. Spathius sedulus ingår i släktet Spathius och familjen bracksteklar. Inga underarter finns listade i Catalogue of Life.